# Keltská hudba

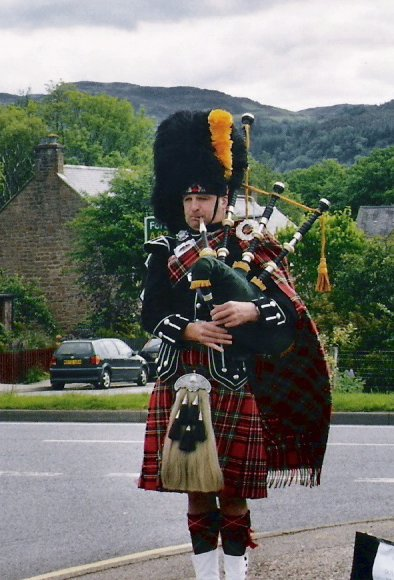
Skot, hrající „keltskou hudbu“

Keltská hudba je pojem využívaný hudebními vydavatelstvími, obchody a časopisy k popisu rozsáhlé skupiny hudebních žánrů, které se vyvinuly z lidových hudebních tradic keltského etnika, žijícího v západní Evropě (Skotsko, Wales, Irsko, Bretaň). Neexistuje tedy něco jako „pravá keltská hudba“, termín se může vztahovat jak k ústně šířené tradiční tvorbě, tak k nahrávané populární hudbě. Ta často obsahuje jen nepatrné známky původní lidové hudby, její význam tkví ovšem v přizpůsobování keltských tradic moderní, globální kultuře.